# گنجشک رودخانه‌ای
گنجشک رودخانه‌ای (نام علمی: Passer moabiticus) گونه‌ای پرنده آوازخوان از تیره گنجشکیان است که تنها در اطراف رود اردن، دریای مرده، عراق، ایران، و غرب افغانستان زندگی می‌کند.

## توصیف ظاهری
گنجشک رودخانه‌ای پرنده‌ای کوچک است با ۱۲ سانتی‌متر طول که نر آن تارک نخودی مایل ه خاکستری، چانه و گلوی سیاه با دو لکه زرد در دو طرف گلو، سطح پشتی قهوه‌ای مایل به خاکستری، با رگه‌های سیاه فراوان دارد. پرنده ماده همانند گنجشک معمولی ولی کوچک‌تر از آن است و در دو طرف گلو دو لکه زرد دارد.

## زیستگاه
گنجشک رودخانه‌ای در نزدیکی آب و لابلای بوته‌ها درختان گز یا پده یافت می‌شود. در خارج از فصل تولید مثل در کشتزارها نیز دیده می‌شود و به صورت گروهی در لابلای بوته‌ها تخم‌گذاری می‌کند. این پرنده در ایران بومی و در خوزستان نسبتاً فراوان است و همان‌جا و نیز در سیستان تخم‌گذاری می‌کند.